# 秀茂坪紀律部隊宿舍
秀茂坪紀律部隊宿舍（英語：Sau Mau Ping Disciplined Services Quarters）是香港一座位於九龍觀塘區秀茂坪和康徑1號（秀茂坪警署旁）的紀律部隊宿舍住宅群，於2002年落成及入伙，承建商為瑞安建業。兩幢分別樓高37層及36層的住宅組成，一梯8伙，584個單位，其中，494個單位給警務人員申請，其餘單位則分配予消防處、懲教署、香港海關及入境事務處人員。
配合《紀律部隊宿舍第二期調遷計劃》，來自長沙灣和堅尼地城（C座）已婚初級警務人員宿舍的家庭，可以選擇申請入住新落成的西九龍或者秀茂坪紀律部隊宿舍單位。2002年6月11日，由政府產業署陸續點收單位後，新落成的宿舍共298個單位，通過第五期《自選單位計劃》，獲配給受調遷計劃影響的家庭。
秀茂坪紀律部隊宿舍外形設計新穎，內部用料及設備均優質，所有單位3房2個廳（連入牆衣櫃），用料包括柚木地板、牆身髹油、廚房包邊廚櫃、工作面鋪實心材料、假天花頂浴室、洗手盆鋪雲石檯面及大門鐵閘，廚房和浴室設備一應俱全，部分單位，例如噪音標準逾70分貝，將會安裝有窗口式冷氣機，宿舍公共設施則有停車場、兒童遊樂場、會所、花園平台及緩步徑等。

## 資料來源
1. ↑  http://socam.com/html/chi/business/project_info.asp?id=30%5B%5D
2. ↑  送全屋家電 租金特惠 免費車位 紀律部隊宿舍媲美豪宅 （页面存档备份，存于）《太陽報》2002年7月6日

- 香港警務署－宿舍申請預告 （页面存档备份，存于）
- 佳定集團－物業簡介